# BMW E71
Der BMW X6 (E71) ist ein Crossover aus Sport Utility Vehicle und Coupé des Autoherstellers BMW. BMW verwendet die Bezeichnung Sport Activity Coupé (SAC).
Der Concept X6 wurde auf der IAA 2007 in Frankfurt am Main vorgestellt und ging im Frühjahr 2008 in Serie, das Serienmodell wurde auf der NAIAS 2008 offiziell präsentiert. Während die meisten BMW X6 (E71), wie bereits der X5 (E70), im BMW-Werk in Greer (South Carolina) gefertigt wurden, wurde für den russischen Markt bei Avtotor in Kaliningrad produziert.

## Technik
Der ab Mai 2008 vermarktete Wagen verfügt neben dem von BMW unter dem Markennamen xDrive geführtem Allradantrieb auch serienmäßig über eine als Dynamic Performance Control (DPC) bezeichnete  Aktives Gierregelungs-System. Das Allradsystem xDrive verteilt die Antriebskräfte variabel und stufenlos zwischen Vorder- und Hinterachse. Das vom Hersteller mit dem X6 neu eingeführte DPC sorgt zusätzlich für eine stufenlose Verteilung der Antriebsmomente zwischen linkem und rechtem Hinterrad, wobei dies ähnlich wie bei einem Fahrzeug mit Kettenantrieb eine Lenkungswirkung erzielt, auch wenn die Fahrtrichtung nach wie vor primär durch die Stellung der Vorderräder bestimmt wird.
Ausstattungsmerkmale, welche auch in anderen BMW-Modellen erhältlich sind:
- Aktivlenkung (Anpassung der Lenkübersetzung an die Geschwindigkeit)
- Adaptive Drive (Wankstabilisierung und automatische Stoßdämpferverstellung)
- Adaptives Kurvenlicht (bessere Ausleuchtung von Kurven)
- Head-up-Display (Projektion wichtiger Informationen in die Windschutzscheibe)
- Navigationssystem Professional mit TV-Funktion
- Niveauregulierung (Luftfederung an der Hinterachse für mehr Stabilität und Komfort im beladenen Zustand)
- Rückfahrkamera
- Vier-Zonen-Klimaautomatik

Ab März 2010 wurde in allen Modellen, der X6 M ausgenommen, serienmäßig eine Achtgangautomatik verbaut.

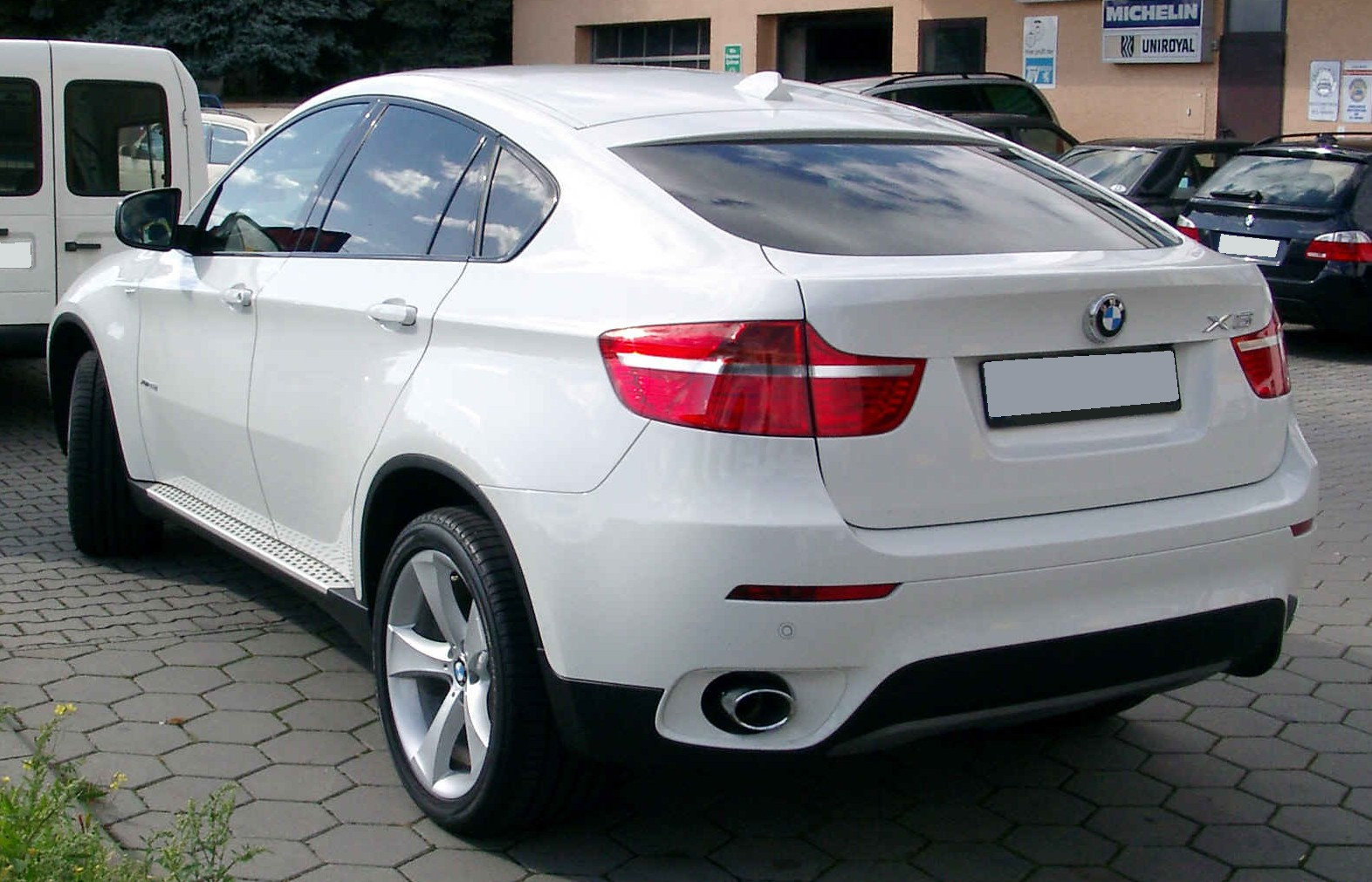
Heckansicht
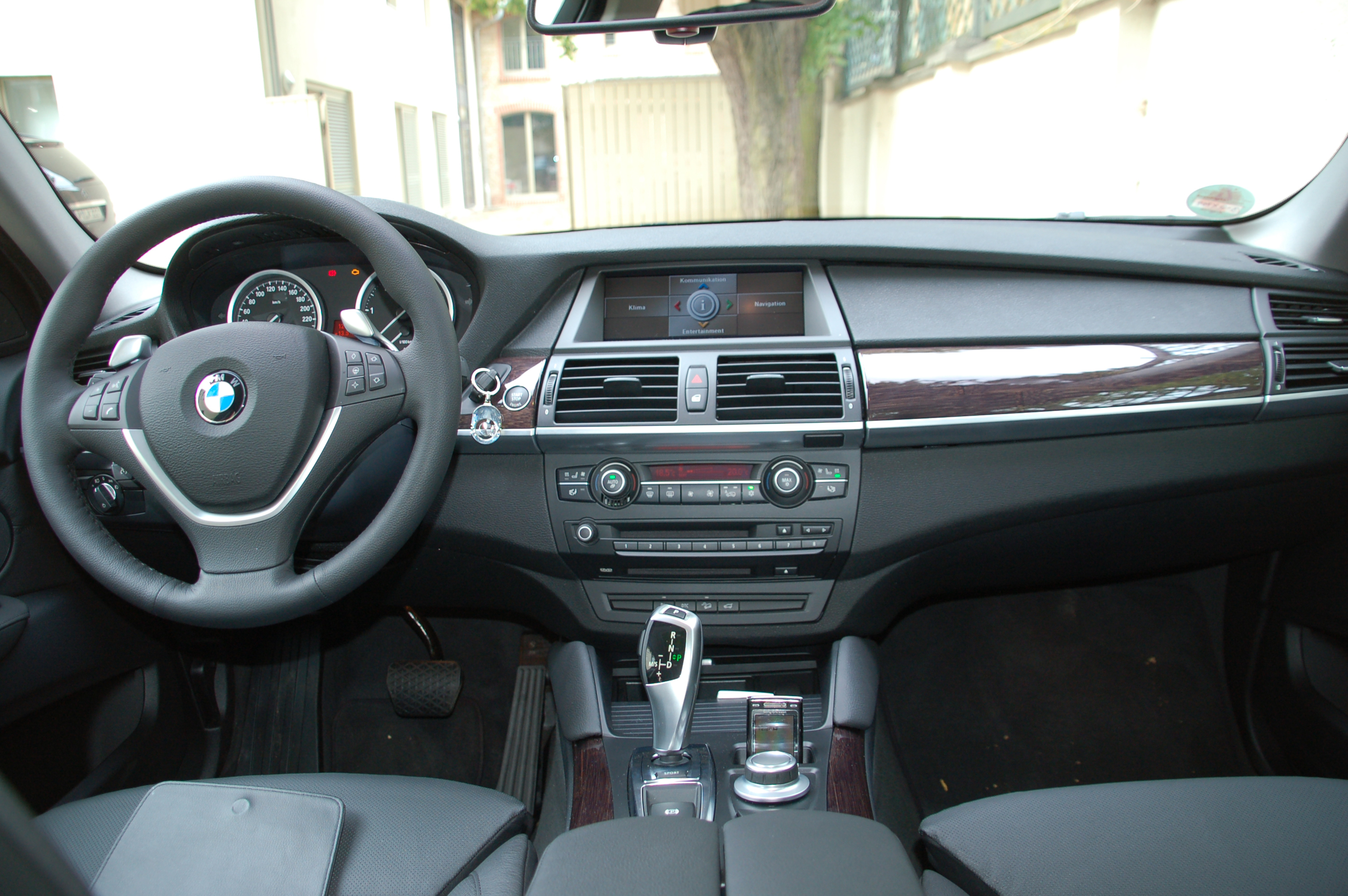
Innenraum

## Motorisierungen
Erstmals im X6 wurde ein neu entwickelter 4,4-Liter-V8-Motor angeboten, welcher über High Precision Injection (Benzindirekteinspritzung der zweiten Generation) und die Twin-Turbo-Technologie verfügt. Eine Weltneuheit war hierbei die Anordnung der zwei Turbolader zwischen den beiden V8-Zylinderbänken.
2010 wurde der TwinTurbo-Motor des xDrive35i durch den N55 mit einem Turbo (Twin-Scroll) ersetzt.
Zur Minderung des Kraftstoffverbrauches wurden Efficient Dynamics-Maßnahmen wie beispielsweise Bremsenergierückgewinnung, rollwiderstandsreduzierte Reifen und Luftklappensteuerung angewandt.
Eine umweltfreundlichere, verbrauchsärmere Hybrid-Version des X6, welche bereits in Frankfurt unter dem Namen BMW Concept X6 ActiveHybrid vorgestellt wurde, ist im Herbst 2009 eingeführt worden. Sie ist 13 mm länger als der normale X6 und hat zudem eine leicht veränderte Front.
Der X6 M (Vorstellung: Sommer 2009 in Atlanta, US-Bundesstaat Georgia) besitzt einen V8-Biturbo, welcher der erste aufgeladene M-Motor ist. Basis für das M-Triebwerk ist der bekannte 4,4-Liter-V8, der auch im xDrive50i verbaut wird. Zudem ist der X6 M zusammen mit dem X5 M das erste M-Modell, das über das Allradsystem xDrive verfügt, das allerdings wie die anderen elektronischen Fahrwerkssysteme eine M-spezifische Anpassung für noch mehr Fahrdynamik erfuhr.

### Ottomotoren
|                                                                 | xDrive35i                     | xDrive35i                | xDrive50i                                               | X6 M                     | ActiveHybrid X6            |
| --------------------------------------------------------------- | ----------------------------- | ------------------------ | ------------------------------------------------------- | ------------------------ | -------------------------- |
| Bauzeit                                                         | 01/2008–03/2010               | 04/2010–06/2014          | 05/2008–06/2014                                         | 06/2009–06/2014          | 10/2009–12/2011            |
| Motorart                                                        | Ottomotor                     | Ottomotor                | Ottomotor                                               | Ottomotor                | Voll-Hybrid (Otto/Elektro) |
| Motorbauart                                                     | R6                            | R6                       | V8                                                      | V8                       | V8                         |
| Motoraufladung                                                  | zwei Turbolader               | Turbolader (1)           | Biturbo-Aufladung (2)                                   | Biturbo-Aufladung (2)    | Biturbo-Aufladung (2)      |
| Gemischaufbereitung                                             | Direkteinspritzung            | Direkteinspritzung       | Direkteinspritzung                                      | Direkteinspritzung       | Direkteinspritzung         |
| variable Ventilsteuerung                                        | –                             | Valvetronic              | –                                                       | –                        | –                          |
| Motorcode                                                       | N54B30                        | N55B30                   | N63B44                                                  | S63B44                   | N63B44                     |
| Hubraum                                                         | 2979 cm³                      | 2979 cm³                 | 4395 cm³                                                | 4395 cm³                 | 4395 cm³                   |
| max. Leistung bei 1/min                                         | 225 kW (306 PS)/5800–6250 (3) | 225 kW (306 PS)/5800     | 300 kW (408 PS)/5500–6400 (4)                           | 408 kW (555 PS)/6000     | 357 kW (485 PS) (5)        |
| max. Drehmoment bei 1/min                                       | 400 Nm/ 1300–5000             | 400 Nm/ 1200–5000        | 600 Nm/ 1750–4500                                       | 680 Nm/ 1500–5650        | 780 Nm (5)                 |
| Getriebe, serienmäßig                                           | 6-Gang-Automatikgetriebe      | 8-Gang-Automatikgetriebe | 6-Gang-Automatikgetriebe / 8-Gang-Automatikgetriebe (6) | 6-Gang-Automatikgetriebe | 8-Gang-Automatikgetriebe   |
| Antrieb, serienmäßig                                            | Allradantrieb (xDrive)        | Allradantrieb (xDrive)   | Allradantrieb (xDrive)                                  | Allradantrieb (xDrive)   | Allradantrieb (xDrive)     |
| Beschleunigung, 0–100 km/h in s                                 | 6,7                           | 6,7                      | 5,4                                                     | 4,7                      | 5,6                        |
| Höchstgeschwindigkeit, km/h                                     | 240                           | 240                      | 250                                                     | 250 (7)                  | 236                        |
| Kraftstoffverbrauch nach EWG-Richtlinie, kombiniert in l/100 km | 10,9                          | 10,1                     | 12,5–12,9                                               | 13,9                     | 9,9                        |
| CO2-Emission mit Seriengetriebe, kombiniert in g/km             | 262                           | 236                      | 292–299                                                 | 325                      | 231                        |
| Leergewicht (EU)                                                | 2145                          | 2145                     | 2265                                                    | 2380                     | 2525                       |
| Abgasnorm nach EU-Klassifikation                                | Euro 5                        | Euro 5                   | Euro 5                                                  | Euro 5                   | Euro 5                     |

### Dieselmotoren
|                                                                 | xDrive30d                                  | xDrive30d                                  | xDrive35d                                  | xDrive40d                      | M50d                           |
| --------------------------------------------------------------- | ------------------------------------------ | ------------------------------------------ | ------------------------------------------ | ------------------------------ | ------------------------------ |
| Bauzeit                                                         | 05/2008–04/2010                            | 04/2010–06/2014                            | 01/2008–04/2010                            | 04/2010–06/2014                | 07/2012–06/2014                |
| Motorart                                                        | Dieselmotor                                | Dieselmotor                                | Dieselmotor                                | Dieselmotor                    | Dieselmotor                    |
| Motorbauart                                                     | R6                                         | R6                                         | R6                                         | R6                             | R6                             |
| Motoraufladung                                                  | Turbolader mit variabler Turbinengeometrie | Turbolader mit variabler Turbinengeometrie | Turbolader mit variabler Turbinengeometrie | Variable Twin Turbo            | drei Turbolader                |
| Gemischaufbereitung                                             | Common-Rail-Direkteinspritzung             | Common-Rail-Direkteinspritzung             | Common-Rail-Direkteinspritzung             | Common-Rail-Direkteinspritzung | Common-Rail-Direkteinspritzung |
| Motorcode                                                       | M57D30TÜ2                                  | N57D30OL                                   | M57D30TÜ2                                  | N57D30TOP                      | N57S                           |
| Hubraum                                                         | 2993 cm³                                   | 2993 cm³                                   | 2993 cm³                                   | 2993 cm³                       | 2993 cm³                       |
| max. Leistung bei 1/min                                         | 173 kW (235 PS)/4000                       | 180 kW (245 PS)/4000                       | 210 kW (286 PS)/4400                       | 225 kW (306 PS)/4400           | 280 kW (381 PS)/4000–4400      |
| max. Drehmoment bei 1/min                                       | 520 Nm/ 2000–2750                          | 540 Nm/ 1750–3000                          | 580 Nm/ 1750–2250                          | 600 Nm/ 1500–2500              | 740 Nm/ 2000–3000              |
| Getriebe, serienmäßig                                           | 6-Gang-Automatikgetriebe                   | 8-Gang-Automatikgetriebe                   | 6-Gang-Automatikgetriebe                   | 8-Gang-Automatikgetriebe       | 8-Gang-Automatikgetriebe       |
| Antrieb, serienmäßig                                            | Allradantrieb (xDrive)                     | Allradantrieb (xDrive)                     | Allradantrieb (xDrive)                     | Allradantrieb (xDrive)         | Allradantrieb (xDrive)         |
| Beschleunigung, 0–100 km/h in s                                 | 8,0                                        | 7,5                                        | 6,9                                        | 6,5                            | 5,3                            |
| Höchstgeschwindigkeit, km/h                                     | 210 (220) (1)                              | 222                                        | 236                                        | 236                            | 250                            |
| Kraftstoffverbrauch nach EWG-Richtlinie, kombiniert in l/100 km | 8,2                                        | 7,4                                        | 8,3                                        | 7,5                            | 7,7                            |
| CO2-Emission mit Seriengetriebe, kombiniert in g/km             | 217                                        | 195                                        | 220                                        | 198                            | 204                            |
| Leergewicht (EU)                                                | 1940–2150                                  | 2150                                       | 1950–2185                                  | 2185                           | 2225–2285                      |
| Abgasnorm nach EU-Klassifikation                                | Euro 4                                     | Euro 5 Mit AdBlue: Euro 6                  | Euro 4                                     | Euro 5                         | Euro 5                         |

### ActiveHybrid X6 (E72)
Die Vollhybrid-Variante des X6 kam im April 2010 auf den Markt und wurde davor auf der IAA 2007 als Konzeptfahrzeug BMW Concept X6 ActiveHybrid gezeigt. Das Fahrzeug besitzt einen auch im X6-Modell 50i verbauten 4,4-Liter-V8-Motor mit doppelter Turboaufladung und einer Leistung von 300 kW (407 PS) bei 5500–6400 min−1 sowie einem Drehmoment von 600 Nm bei 1750–4500 min−1. Unterstützt wird der Verbrennungsmotor von zwei im Getriebegehäuse integrierten Elektromotoren mit 67 kW bzw. 63 kW (91 PS bzw. 86 PS). Die beiden E-Motoren stellen 280 Nm und 260 Nm Drehmoment zur Verfügung, die praktisch ab der ersten Umdrehung abrufbar sind. Die maximale Systemleistung beträgt 357 kW (485 PS) und das Gesamt-Drehmoment 780 Nm.

Als Energiespeicher wird ein Nickel-Metall-Hydrid-Akku unter dem Kofferraumboden verbaut, welcher über eine nutzbare Kapazität von 2,6 kWh und einen separaten Wasserkühlkreislauf verfügt. Durch Rekuperation wird der NiMH-Akku beim Bremsen oder im Schiebebetrieb aufgeladen. Zu diesem Zweck übernehmen je nach Fahrsituation entweder einer oder beide Elektromotoren die Funktion eines Generators.

Das sogenannte Two-Mode-Aktivgetriebe entstammt einer Entwicklungskooperation mit der Daimler AG und ist ein stufenloses Automatikgetriebe, welches in zwei leistungsverzweigten Betriebszuständen arbeiten kann: ein Modus speziell zum Anfahren und für niedrige Geschwindigkeiten, der andere für das Fahren bei höherem Tempo. Beim Anfahren arbeitet nur einer der beiden Elektromotoren, und bis Tempo 60 kann der X6 rein elektrisch fahren. Als maximale Reichweite im elektrischen Fahrbetrieb gibt der Hersteller 2,5 km an. Wird mehr Leistung abgefragt, startet der zweite E-Motor den Verbrennungsmotor hinzu und agiert anschließend als Generator.
Im Gegensatz zu den konventionell angetriebenen Schwestermodellen sind für den Active Hybrid X6 weder DPC, Aktivlenkung noch Adaptive Drive erhältlich, was im Wesentlichen auf Platz- und Gewichtsgründe zurückzuführen ist. Das Fahrzeuggewicht erhöht sich aufgrund der verbauten Hybridkomponenten um ca. 250 kg auf ein Leergewicht von 2525 kg.

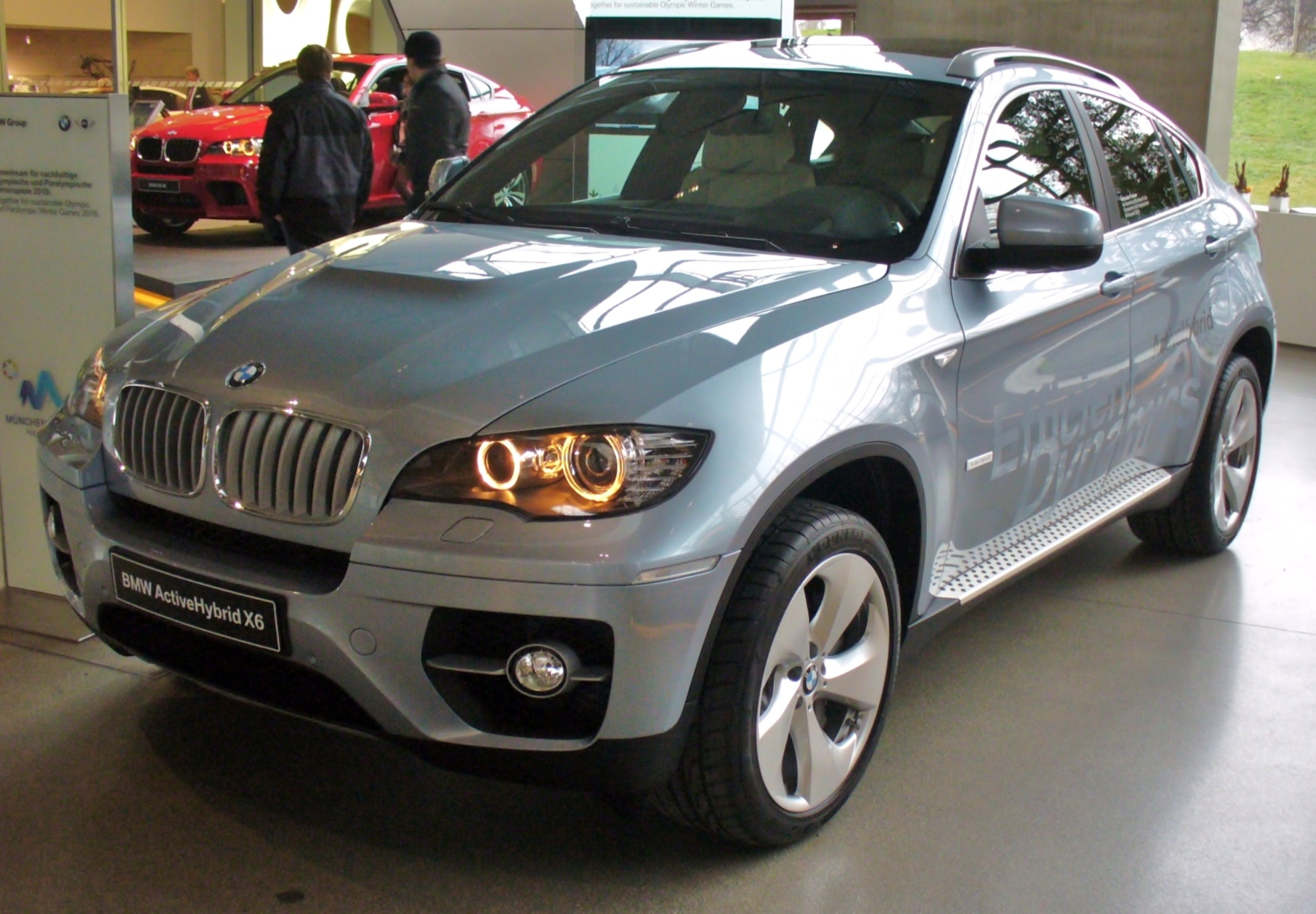
BMW ActiveHybrid X6
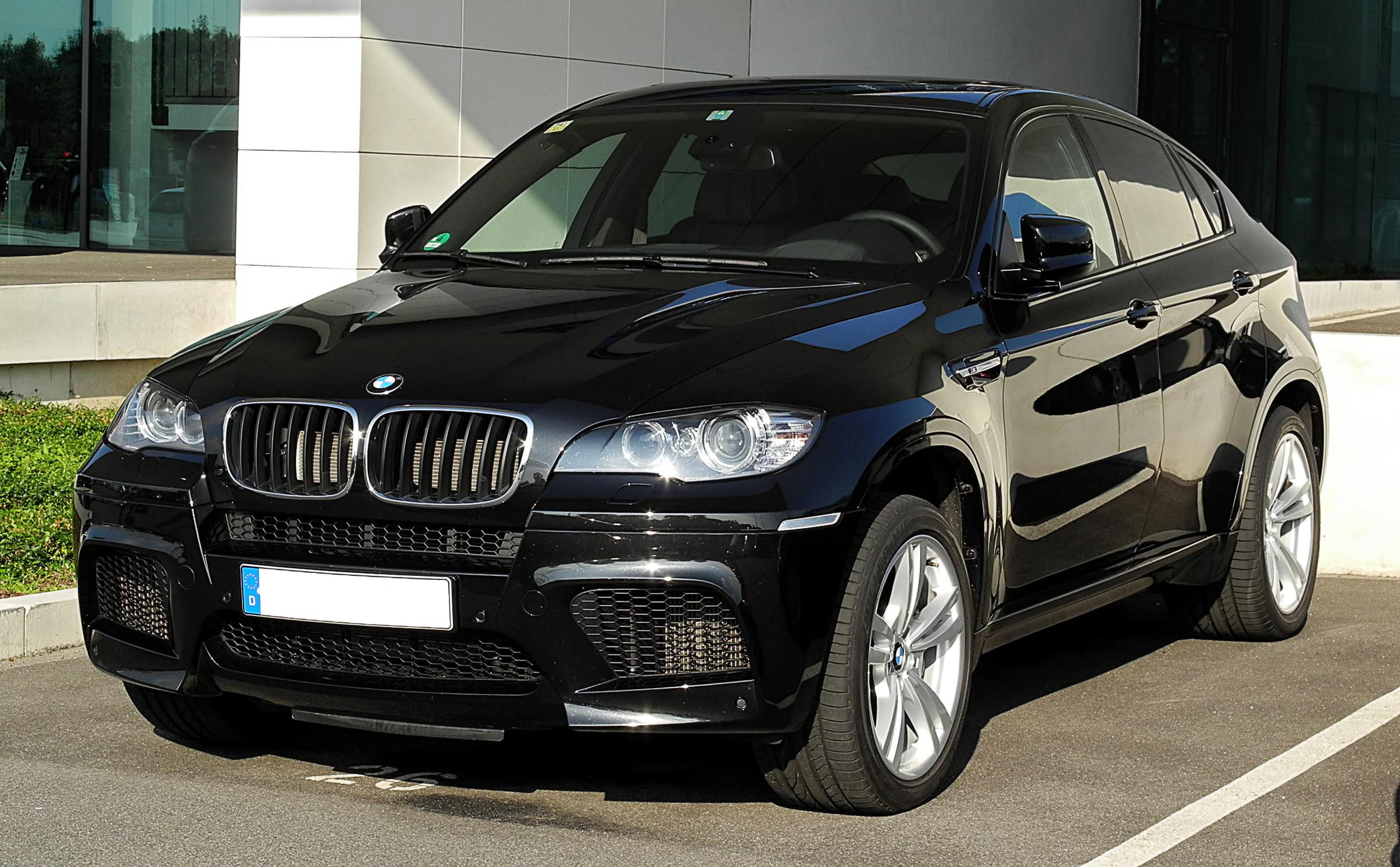
BMW X6 M

## Modellpflege
Im Juli 2012 wurde der X6 überarbeitet, die Präsentation des Faceliftmodells erfolgte auf dem Genfer Auto-Salon 2012. Zu den optischen Aufwertungen zählen die in LED-Optik gehaltenen Standlichtringe und Rückleuchten sowie leichte geänderte Front- und Heckschürzen.
Eine technische Neuheit war hingegen der X6 M50d, der eine sportliche M-Version mit Dieselmotor darstellt. Sein drei Liter großer Reihen-Sechszylinder leistet 280 kW (381 PS).

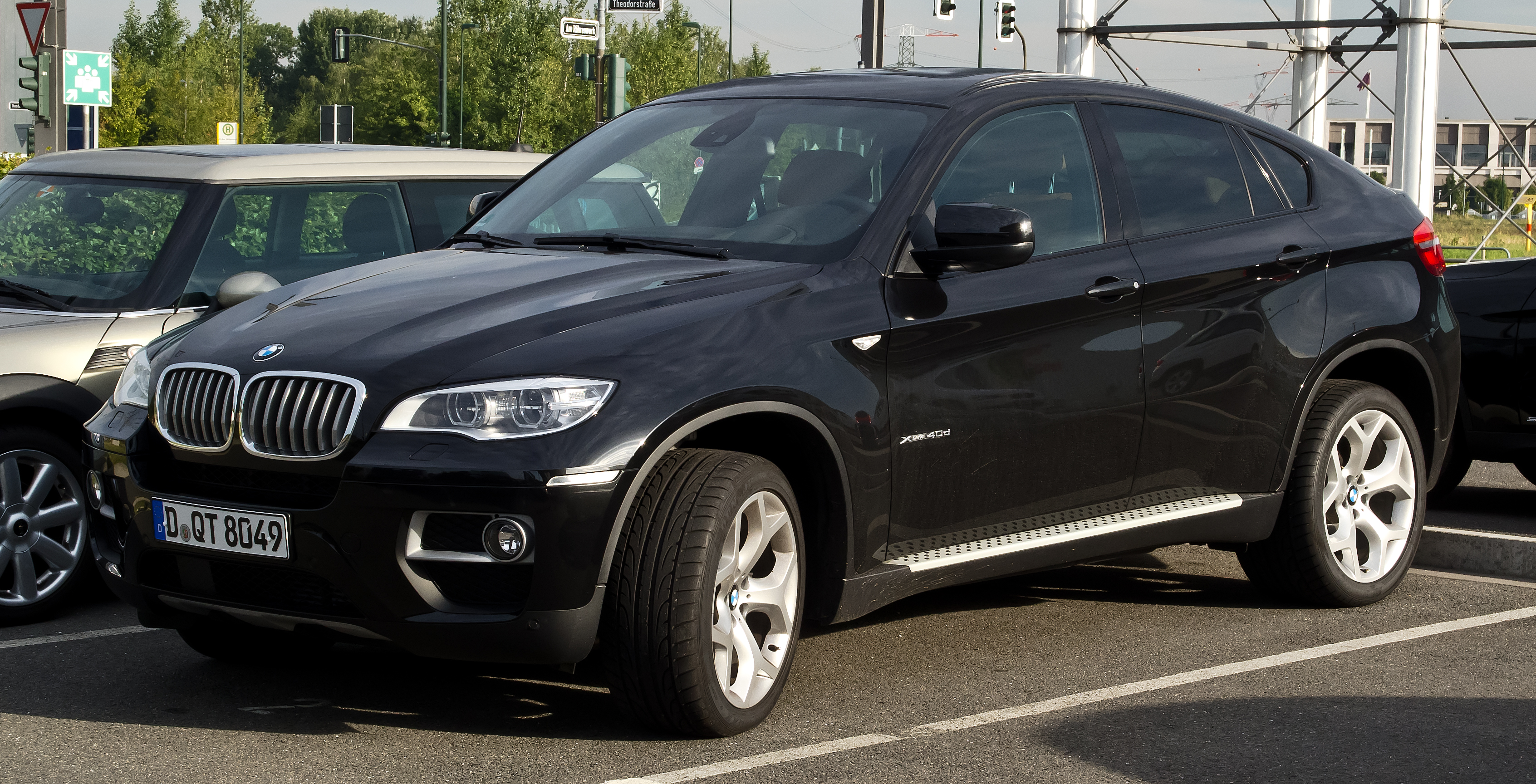
BMW X6 (seit 2012)

## Rückrufe
- 2011 und 2013: Brandgefahr aufgrund fehlerhafter Kraftstofffilterheizung (Baujahre 2008/2009)[11]
- 2018: Bruch der Gelenkwelle zwischen Vorderachsgetriebe und Verteilergetriebe (Baujahre 2010–2013)[12]

## Auszeichnungen
- „Geländewagen des Jahres 2009“ in der Wertungsklasse „Crossover“ bei der Leserwahl der Zeitschrift Off Road[13]
- Internet Auto Award in der Klasse „SUV & 4X4“[14]